# Ахангаран (река)
Ахангара́н (узб. Ohangaron/Оҳангарон) — река в Наманганской и Ташкентской областях Узбекистана, правый приток Сырдарьи. Используются также названия Ангре́н и Культушкан. Ахангаран и Чирчик являются главными реками Ташкентского оазиса.

## Общая информация
Ахангаран берёт начало под перевалом Бошрават (иное название — Джирдан) при слиянии Акташсая и Урталыксая, стекающих с южных склонов Чаткальского хребта
Длина реки вместе с Акташсаем 236 км., а площадь бассейна 7710 км². Средний расход воды — 22,8 м³/с.
Высота истока — 2710 м над уровнем моря. Высота устья — 260 м над уровнем моря.
На реке находятся Ахангаранское водохранилище и Ташкентское море (Тюябугузское вдхр.). Воды Ахангарана, посредством каналов, используются для орошения земель в Ахангаранском, Уртачирчикском, Пскентском и Букинском районах Ташкентской области.
Крупнейшие населённые пункты, расположенные на реке — это города Ангрен и Ахангаран. При впадении в Сырдарью был расположен крупный древний город Бенакент.
Среднемноголетний годовой сток — 0,72 км³. Режим питания — снего-дождевой. Наивысший уровень приходится на апрель-май. Наименьшие расходы воды (межень) практически по всем рекам проходят в октябре-марте. Половодье — с апреля по июнь, на эти месяцы приходится 51 % среднегодового стока. Наибольший расход воды — в мае.
М. Е. Массон приводит ряд аргументов, что в Средневековье бассейн Ахангарана располагал значительно большими ресурсами поверхностных вод. Он предположительно связывает пагубные гидрологические изменения с ликвидацией лесного покрова, делая оговорку о неизученности вопроса (на 1953 год) и возможном влиянии других факторов.

## Долина Ахангарана
В верховье и среднем течении течёт в глубоком каньоне по Ангренскому плато. В верхнем течении ущелье Ахангарана имеет глубину в пределах плато не более 400 метров и плоскую, до 100 метров шириной, пойму, по которой река местами образует даже излучины. Ниже ущелье Ахангарана приобретает вид типичного каньона, глубина которого достигает 800 метров у местечка Яккаарчасай.
Для долины Ахангарана характерна вогнутость формы продольного профиля. У впадения Арашана, поступление большого количества крупнообломочного материала из последнего приводит к подпруживанию русла и местному увеличению уклона.
В среднем течении ложе реки образовано аллювием и имеет относительно пологий уклон. Ниже города Ахангаран река течёт по широкой долине, достигающей 8 километров.

## Притоки
Рисунок речной системы — древовидный, вытянутой формы.
В Ангрен впадают Боксуксай, Туганбашсай, Шавазсай, Арашансай, Дукентсай, Карабаусай, Акчасай, Наугарзансай, Джигиристансай, Кайрагачсай, Бешсай, Нишбаш, Гушсай, Иерташ, Саукбулак и другие.
В нижнем течении, на гидроузле Шамалак в реку впадает канал Карасу, который приносит часть воды из реки Чирчик.

## Гидроэнергетика
В 2020 году сдана в эксплуатацию Камчикская мини-ГЭС мощностью 26,5 МВт.